# Ludmiła Ulicka
Ludmiła Jewgieniewna Ulicka (ros. Людмила Евгеньевна Улицкая; ur. 21 lutego 1943 w Dawlekanowie, Baszkirska ASRR) – rosyjska pisarka i scenarzystka, mistrzyni „prozy niuansów”; działaczka społeczna, założycielka Ligi wyborców. Jej książki przełożono na 25 obcych języków.
Laureatka nagród: Prix Médicis w 1994, Rosyjska Nagroda Bookera w 2001, Wielka Księga w 2007 i Grinzane Cavour Prize w 2008.

## Życiorys
Urodziła się w Baszkirii, dokąd jej rodzina została ewakuowana podczas wojny. Po obojgu rodzicach była pochodzenia żydowskiego. Pradziadkowie byli zegarmistrzami, jeden w Smoleńsku, drugi w Kijowie. Rodzina z wyjątkiem jednego pradziadka była od dawna niewierząca, od kilku pokoleń przodkowie mieli wyższe wykształcenie. Matka Marianna Ginzburg (1918–1971) była pracownicą naukową instytutu pediatrii. Ojciec Jewgienij Ulicki, inżynier, doktor nauk technicznych, zajmował się pracą naukową w dziedzinie technologii rolnictwa, jest autorem licznych patentów.
Po wojnie rodzina wróciła do Moskwy. W młodości nie zajmowała się twórczością literacką; ukończyła studia na wydziale biologii Uniwersytetu Moskiewskiego, następnie dwa lata przepracowała w Instytucie Genetyki Akademii Nauk ZSRR, skąd w 1970 roku została zwolniona za przedruk egzemplarzy podziemnego wydawnictwa. W 9 lat później rozpoczęła pracę w charakterze literackiego asystenta głównego reżysera w żydowskim muzycznym teatrze kameralnym.

## Twórczość
W tym okresie tworzyła eseje i felietony, sztuki dla dzieci, sztuki dla teatru lalek, inscenizacje radiowe, recenzje oraz zajmowała się przekładem wierszy z języka mongolskiego.
W końcu lat 80. XX wieku Ulicka zaczęła publikować swoje opowiadania w czasopismach, lecz sławę przyniosły jej dopiero filmy nakręcone według jej scenariusza: w 1990 roku Siostrzyczki Liberti (Сестрички Либерти) i Kobieta dla wszystkich (Женщина для всех) w 1991.
W 1992 roku miesięcznik „Nowy Świat” opublikował powieść Sonieczka (Сонечка), która w 1994 roku we Francji została uznana za najlepszą książkę zagraniczną i która przyniosła pisarce prestiżową francuską nagrodę Prix Médicis. Z powodu sytuacji w Rosji pierwsze książki Ulickiej wyszły za granicą, co ułatwiło pisarce zdobycie sławy poza Rosją: jej książki zostały przełożone na 17 języków i wydane w krajach Europy, USA i WNP. Za wydaną w 2001 roku powieść Przypadek doktora Kukockiego (Казус Кукоцкого) pisarka uhonorowana została, jako pierwsza kobieta, Nagrodą Bookera. Książka została również zekranizowana. Powieść Szczerze oddany Szurik (Искренне ваш Шурик) stała się, obok książek Akunina i Doncowej, jedną z najbardziej czytanych w 2004 roku.

## Działalność
Ludmiła Ulicka jest członkiem rady moskiewskiego dobroczynnego funduszu pomocy hospicjom „Wiara”.
W roku 2007 pisarka założyła Fundusz Ludmiły Ulickiej wspierania humanitarnych inicjatyw. W ramach jednego z projektów funduszu, o nazwie Dobre książki, Ulicka wybiera książki wydawane w Rosji i wysyła je do bibliotek.
Jest autorką projektu Inny, inni, o innych (Другой, другие, о других), realizowanego w latach 2007–2010, którego celem było ukazanie różnorodności kultur i zaszczepienie w dzieciach i młodzieży idei tolerancji. W ramach projektu wydano kilkanaście książek, poświęconych rodzinie, różnym zawodom i religiom.

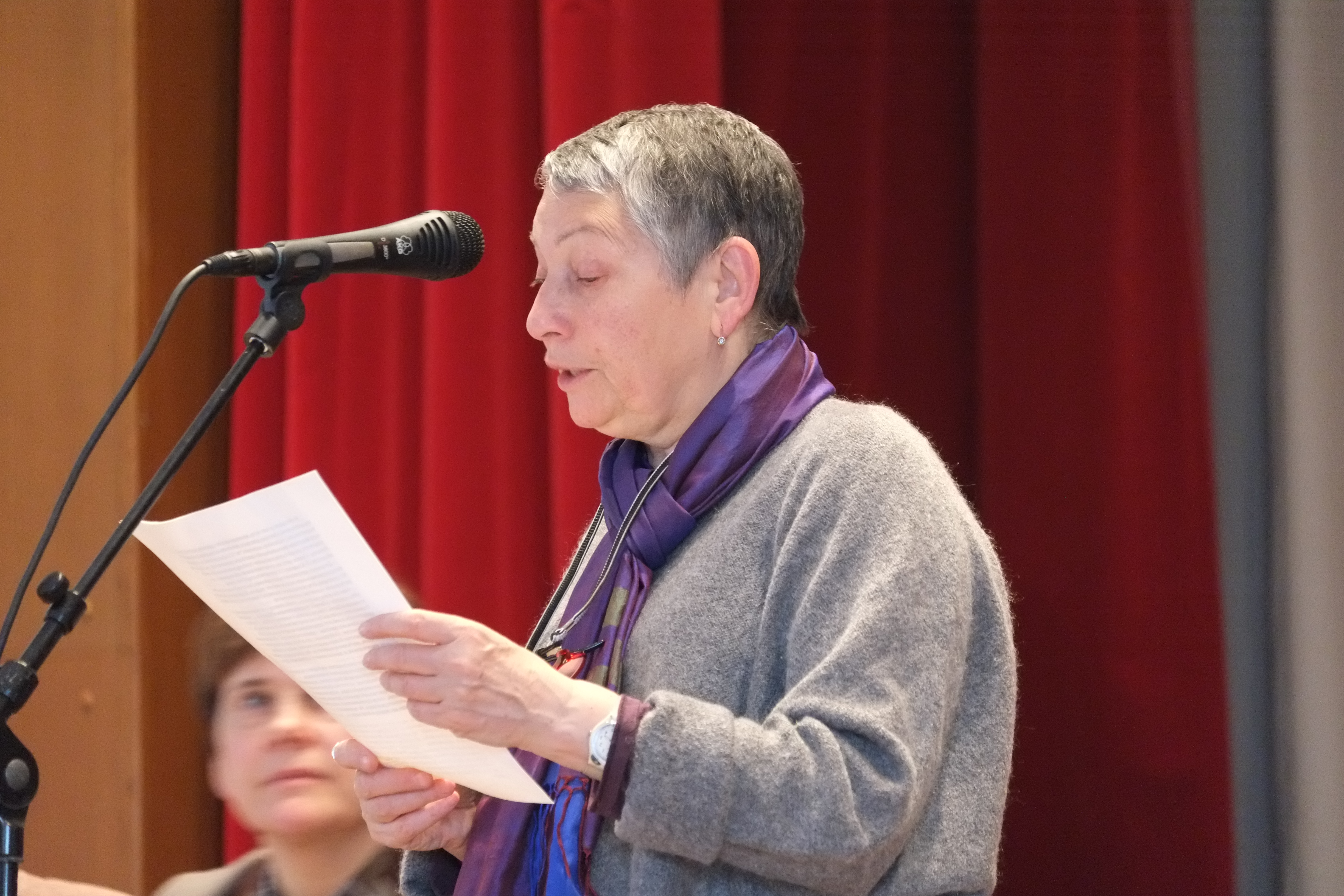
Ludmiła Ulicka na antywojennym kongresie w Moskwie 19 marca 2014.

W lutym 2014 pisarka została wezwana do Komitetu Śledczego Rosji, wcześniej postępowanie sprawdzające w jej sprawie rozpoczęła prokuratura Uljanowska. Powodem była jedna z książek projektu Inny, inni, o innych, zatytułowana Rodzina u nas i u innych (Семья у нас и у других), zawierająca informację o tym, że prócz tradycyjnych rodzin istnieją rodziny homoseksualne. W tekście dopatrzono się treści niezgodnych z prawem w świetle zakazu propagandy homoseksualnej wśród niepełnoletnich (ustawa zakazująca propagandy wśród niepełnoletnich nietradycyjnych seksualnych związków weszła w życie w Rosji 30 czerwca 2013).
19 marca 2014 wzięła udział w antywojennym kongresie rosyjskiej inteligencji w Moskwie.
25-25 kwietnia 2014 roku uczestniczyła w odbywającym się w Kijowie kongresie „Ukraina – Rosja: dialog”
W roku 2014 oceniła krytycznie sytuację w Rosji mówiąc «obecna polityka przekształca Rosję w kraj barbarzyńców».
W maju 2014 w mieście Orzeł prokuratura rozpoczęła sprawdzanie książek Ulickiej pod kątem obecności w nich propagandy nietradycyjnej orientacji seksualnej. Postępowanie rozpoczęto na skutek donosów organizacji klerykalnych, zaniepokojonych planami stworzenia przy miejscowej bibliotece „Centrum tolerancji”. Chociaż postępowanie nie dało żadnych efektów, udzielając w roku 2015 wywiadu gazecie „Strieła” pisarka oświadczyła Dziś, redagując tę książkę zrobiłabym to w sposób bardziej miękki, by nie nadeptywać na ogon idiotom. Gdyż oburzają się i wpadają we wściekłość ludzie słabo wykształceni.
25 lutego 2022 „Nowaja Gazieta” opublikowała oświadczenie Ulickiej pod tytułem Ból. Strach. Wstyd przeciwko napaści Rosji na Ukrainę. Ulicka należała także do sygnatariuszy apelu pisarzy do wszystkich mówiących po rosyjsku ludzi, aby szerzyli prawdę o wojnie wewnątrz Rosji.

## Życie prywatne
Ludmiła Ulicka była trzy razy zamężna, ma dwóch synów: urodzonego w 1972 roku Aleksieja, który jest przedsiębiorcą i Piotra, zajmującego się ustnymi tłumaczeniami. Razem z obecnym mężem, rzeźbiarzem Andriejem Krasulinem, mieszka w Moskwie.

## Wybrana twórczość[14]

### Powieści
- 1996 – Medea i jej dzieci[15] (ros. Медея и её дети)
- 2001 – Przypadek doktora Kukockiego[16] (ros. Казус Кукоцкого)
- 2003 – Szczerze oddany Szurik[17] (ros. Искренне ваш Шурик)
- 2006 – Daniel Stein, tłumacz[18] (ros. Даниэль Штайн, переводчик)
- 2011 – Zielony namiot[19] (ros. Зелёный шатер)
- 2015 – Drabina Jakowa (ros. Лестница Якова) ISBN 978-5-17-093650-2

### Nowele i opowiadania
- 1989 – Bron’ka (ros. Бронька)
- 1991:
  - Wtorogo marta togo że goda (ros. Второго марта того же года)
  - Pierłowyj sup (ros. Перловый суп)
  - Sczastliwyje (ros. Счастливые)
- 1993:
  - Biednyje rodstwienniki (ros. Бедные родственники)
  - Gieniele-sumocznica (ros. Генеле-сумочница)
  - Docz Buchary (ros. Дочь Бухары)
  - Gula (ros. Гуля)
  - Lalin dom (ros. Лялин дом)
  - Narod izbrannyj (ros. Народ избранный)
  - Sonieczka[20] (ros. Сонечка)
- 1994:
  - Biednaja sczastliwaja Koływanowa (ros. Бедная счастливая Колыванова)
  - Czużyje dieti (ros. Чужие дети)
  - Dar nierukotwornyj (ros. Дар нерукотворный)
  - Dołgaja, dołgaja żyzn' (ros. Долгая, долгая жизнь)
  - Podkidysz (ros. Подкидыш)
  - Wietrianaja ospa (ros. Ветряная оспа)
- 1998:
  - Wiesiołyje pochorony (ros. Весёлые похороны)
  - Zwier' (ros. Зверь)
- 1999:
  - Gołubczik (ros. Голубчик)
  - Orłowy-Sokołowy (ros. Орловы-Соколовы)
  - Pikowaja dama (ros. Пиковая дама)
- 2002:
  - Ciu-jurich (ros. Цю-юрихь)
  - Żenszcziny russkich sielenij... (ros. Женщины русских селений…)
  - Skwoznaja Linija (ros. Сквозная линия)
  - Wtoroje lico (ros. Второе лицо)
- 2003:
  - Bumażnaja pobieda (ros. Бумажная победа)
  - Died-szeptun (ros. Дед-шептун)
  - Gwozdi (ros. Гвозди)
  - Isskustwo żyt' (ros. Искусство жить)
  - Kapustnoje czudo (ros. Капустное чудо)
  - Sczastliwyj słuczaj (ros. Счастливый случай)
  - Woskowaja utoczka (ros. Восковая уточка)
- 2005:
  - ...I umierli w odin dien' (ros. ...И умерли в один день)
  - Bolszaja dama s malen’koj sobaczkoj (ros. Большая дама с маленькой собачкой)
  - Dieziertir (ros. Дезертир)
  - Finist Jasnyj Sokoł (ros. Финист Ясный Сокол)
  - Koridornaja sistiema (ros. Коридорная система)
  - Korotkoje zamykanije (ros. Короткое замыкание)
  - Koszka bolszoj krasoty (ros. Кошка большой красоты)
  - Mienaż a trua (ros. Менаж а труа)
  - Oni żyli dołgo... (ros. Они жили долго...)
  - Pierwaja Masza (ros. Певчая Маша)
  - Pisatielskaja docz (ros. Писательская дочь)
  - Posledniaja niediela (ros. Последняя неделя)
  - Pristawnaja lestnica (ros. Приставная лестница)
  - Put’ osła (ros. Путь осла)
  - Starszyj syn (ros. Старший сын)
  - Syn błagorodnych roditielej (ros. Сын благородных родителей)
  - Tieło krasawicy (ros. Тело красавицы)
  - Tom (ros. Том)
  - Ustanowlenije otcowstwa (ros. Установление отцовства)
  - Wielikij uczitiel (ros. Великий учитель)
  - Za czto i dla czego... (ros. За что и для чего...)
- 2009 – Otstawnaja lubow' (ros. Отставная любовь)

### Bajki
- 1982 – Skucznaja szuba (ros. Скучная шуба)
- 1983:
  - Choczu byt’ dobrym! (ros. Хочу быть добрым!)
  - Grustnaja istorija (ros. Грустная история)
  - Sto pugowic (ros. Сто пуговиц)
  - Trudnoje słowo „niet” (ros. Трудное слово «нет»)
- 2004:
  - Istorija o starikie Kulebiakinie, płaksiwoj kobyle Mile i żeriebionkie Rawkinie (ros. История о старике Кулебякине, плаксивой кобыле Миле и жеребёнке Равкине)
  - Istorija pro kota Ignasija, truboczista Fiediu i Odinokuju Mysz (ros. История про кота Игнасия, трубочиста Федю и Одинокую Мышь)
  - Istorija pro worobja Antwierpiena, kota Michiejewa, stoletnika Wasiu i sorokonożku Mariju Siemienowny s siemjej (ros. История про воробья Антверпена, кота Михеева, столетника Васю и сороконожку Марию Семеновну с семьей)

### Dramaty
- 2008:
  - Moj wnuk Wieniamin (ros. Мой внук Вениамин)
  - Rosyjskie konfitury[21] (ros. Русское варенье)
  - Siemiero swiatych iz dieriewni Briucho (ros. Семеро святых из деревни Брюхо)
- 2012 – Kanakapuri (ros. Канакапури)
- God biełogo słona (ros. Год белого слона)

### Scenariusze
- 1987 – Tajna igruszek (ros. Тайна игрушек)
- 1990 – Siestriczki Libierti (ros. Сестрички Либерти)
- 1991 – Żenszczina dla wsiech (ros. Женщина для всех)
- 1999 – Umirat’ legko (ros. Умирать легко)
- 2003 – Eta pikowaja dama (ros. Эта пиковая дама)
- 2005:
  - Kazus Kukockogo (ros. Казус Кукоцкого)
  - Skwoznaja linija (ros. Сквозная линия)
- 2007 – Niotkuda s lubowju, ili Wiesiołyje pochorony (ros. Ниоткуда с любовью, или Весёлые похороны)
- Leniwoje płatje (ros. Ленивое платье)
- Sied’moje niebo (ros. Седьмое небо)

### Szkice literackie
- 1996:
  - „Litieratura proischodit iz żyzni” (ros. «Литература происходит из жизни»)
  - Płochoj pisatiel (ros. Плохой писатель)
- 1998:
  - „Sczitajtie mienia retrogradom” (ros. «Считайте меня ретроградом»)
  - Koniec wieka koniec czernuchi? (ros. Конец века конец чернухи?)
- 1999 – „Wyrażajetsia silno rossijskij narod!” (ros. «Выражается сильно российский народ!»)
- 2005:
  - Dałmatiniec (ros. Далматинец)
  - Dorożnyj angieł (ros. Дорожный ангел)
  - Francysk Assizskij: dwa w odnom (ros. Франциск Ассизский: два в одном)
  - Frukt gołłandskij (ros. Фрукт голландский)
  - Gudautskije gruszy (ros. Гудаутские груши)
  - Karpaty, Użgorod (ros. Карпаты, Ужгород)
  - Kimono (ros. Кимоно)
  - Korowja noga (ros. Коровья нога)
  - Moj lubimyj arab (ros. Мой любимый араб)
  - Moskwa – Podriezkowo. 1992 (ros. Москва – Подрезково. 1992)
  - O, Manon! (ros. О, Манон!)
  - Obszczij wagon (ros. Общий вагон)
  - Strasznaja dorożnaja istorija (ros. Страшная дорожная история)
  - Tak napisano... (ros. Так написано...)
  - Utka (ros. Утка)
  - Za czto i dla czego... (ros. За что и для чего...)
  - Zatyczka (ros. Затычка)

### Publicystyka
- 1995 – Mnie intieriesna żyzn’ „sierych ludiej” (ros. Мне интересна жизнь «серых людей»)
- 1996 – Litieratura proischodit iz żyzni... (ros. Литература происходит из жизни...)
- 2000:
  - Prinimaju wsie, czto dajotsia (ros. Принимаю все, что даётся)
  - Tworiec znał, czto diełał! (ros. Творец знал, что делал!)
- 2001 – Powierch litieratury (ros. Поверх литературы)
- 2003 – Siemja (ros. Семья)
- 2004:
  - Nacionalnost’ nie opriedielena... (ros. Национальность не определена...)
  - Wozmożno li christianstwo biez miłosierdija? (ros. Возможно ли христианство без милосердия?)
- 2008 – Niewiedomaja Ada Links (ros. Неведомая Ада Линкс)
- 2012 – Cena słowa (ros. Цена слова)
- 2013 – Wmiesto priedisłowija (ros. Вместо предисловия)